# Stazione di Spigno
La stazione di Spigno è una stazione ferroviaria posta lungo la linea Alessandria-San Giuseppe di Cairo, al servizio dell'omonimo comune.

## Movimento
Fermano soltanto treni regionali.